# Archangel (album Soulfly)
Archangel – dziesiąty album studyjny zespołu muzycznego Soulfly. Wydawnictwo ukazało się 14 sierpnia 2015 roku nakładem wytwórni muzycznej Nuclear Blast. 
Album został zarejestrowany w Megawatt Recording Studios w Studio City oraz Hydeway Studio w Van Nuys. Miksowanie i mastering odbył się Hydeway Studio w Van Nuys.
Nagrania dotarły do 130. miejsca listy Billboard 200 w Stanach Zjednoczonych sprzedając się w nakładzie, niespełna 5 tys. egzemplarzy w przeciągu tygodnia od dnia premiery.
Obraz na okładce płyty, którego autorem był Eliran Kantor, przedstawia Archanioła Michała.
W tekście utworu "Sodomites" Max Cavalera zawarł cytaty fragmentów Starego Testamentu.

## Lista utworów
Opracowano na podstawie materiału źródłowego.
| Edycja podstawowa | Edycja podstawowa                                                                  | Edycja podstawowa |
| Nr                | Tytuł utworu                                                                       | Długość           |
| ----------------- | ---------------------------------------------------------------------------------- | ----------------- |
| 1.                | „We Sold Our Souls to Metal”                                                       | 3:00              |
| 2.                | „Archangel”                                                                        | 4:47              |
| 3.                | „Sodomites” (gościnnie: Todd Jones)                                                | 3:55              |
| 4.                | „Ishtar Rising”                                                                    | 2:45              |
| 5.                | „Live Life Hard!” (gościnnie: Matt Young)                                          | 3:56              |
| 6.                | „Shamash”                                                                          | 3:48              |
| 7.                | „Bethlehem's Blood”                                                                | 4:18              |
| 8.                | „Titans”                                                                           | 4:44              |
| 9.                | „Deceiver”                                                                         | 2:44              |
| 10.               | „Mother of Dragons” (gościnnie: Richie Cavalera, Igor Cavalera Jr., Anahid M.O.P.) | 2:41              |
|                   |                                                                                    | 36:38             |

| Edycja rozszerzona | Edycja rozszerzona                                                                 | Edycja rozszerzona |
| Nr                 | Tytuł utworu                                                                       | Długość            |
| ------------------ | ---------------------------------------------------------------------------------- | ------------------ |
| 1.                 | „We Sold Our Souls to Metal”                                                       | 3:00               |
| 2.                 | „Archangel”                                                                        | 4:47               |
| 3.                 | „Sodomites” (gościnnie: Todd Jones)                                                | 3:55               |
| 4.                 | „Ishtar Rising”                                                                    | 2:45               |
| 5.                 | „Live Life Hard!” (gościnnie: Matt Young)                                          | 3:56               |
| 6.                 | „Shamash”                                                                          | 3:48               |
| 7.                 | „Bethlehem's Blood”                                                                | 4:18               |
| 8.                 | „Titans”                                                                           | 4:44               |
| 9.                 | „Deceiver”                                                                         | 2:44               |
| 10.                | „Mother of Dragons” (gościnnie: Richie Cavalera, Igor Cavalera Jr., Anahid M.O.P.) | 2:41               |
| 11.                | „You Suffer” (cover Napalm Death)                                                  | 0:10               |
| 12.                | „Acosador Nocturno”                                                                | 2:45               |
| 13.                | „Soulfly X”                                                                        | 5:42               |
|                    |                                                                                    | 45:15              |

| Bonus DVD - Live at Hellfest 2014 | Bonus DVD - Live at Hellfest 2014 | Bonus DVD - Live at Hellfest 2014 |
| Nr                                | Tytuł utworu                      | Długość                           |
| --------------------------------- | --------------------------------- | --------------------------------- |
| 1.                                | „Cannibal Holocaust”              |                                   |
| 2.                                | „Refuse/Resist”                   |                                   |
| 3.                                | „Bloodshed”                       |                                   |
| 4.                                | „Back to the Primitive”           |                                   |
| 5.                                | „Seek 'N' Strike”                 |                                   |
| 6.                                | „Tribe”                           |                                   |
| 7.                                | „Rise of the Fallen”              |                                   |
| 8.                                | „Revengeance”                     |                                   |
| 9.                                | „Roots Bloody Roots”              |                                   |
| 10.                               | „Jumpdafuckup / Eye for an Eye”   |                                   |

## Twórcy
Opracowano na podstawie materiału źródłowego.
| Zespół Soulfly w składzie - Max Cavalera - wokal prowadzący, gitara rytmiczna, gitara basowa, sitar, berimbau - Marc Rizzo - gitara prowadząca, gitara flamenco - Zyon Cavalera - perkusja - Tony Campos - gitara basowa, wokal wspierający | Dodatkowi muzycy - Matt Young - gościnnie wokal (3) - Todd Jones - gościnnie wokal (5) - Richie Cavalera - gościnnie wokal (10) - Igor Cavalera Jr. - gościnnie wokal (10) - Anahid M.O.P. - gościnnie wokal (10) | Inni - Eliran Kantor - okładka, oprawa graficzna - Matt Hyde - produkcja muzyczna, miksowanie - Chris Rakestraw - inżynieria dźwięku - Rem Massingill - asystent inżyniera dźwięku - Allen Steelgrave - asystent inżyniera dźwięku |

## Notowania
| Lista                      | Kraj              | Pozycja |
| -------------------------- | ----------------- | ------- |
| Billboard 200              | Stany Zjednoczone | 130     |
| Billboard Hard Rock Albums | Stany Zjednoczone | 3       |
| Billboard Top Rock Albums  | Stany Zjednoczone | 13      |